# London After Midnight (zespół muzyczny)
London After Midnight (w skrócie: LAM) – projekt muzyczny utworzony w 1990 przez autora piosenek i instrumentalistę Seana Brennana.
Projekt uznawany jest przez krytyków za wybitne dzieło drugiej generacji ruchu gothic rocka. Niektórzy przypisują zespołowi reaktywację gotyckiej sceny muzycznej, która miała miejsce na początku lat 90. Brennan unikał w wywiadach stosowania etykietek opisujących rodzaj jego muzyki. Twierdził, że to ogranicza artystycznie.

## Geneza nazwy zespołu, ideologia oraz motywy
Nazwa zespołu pochodzi najprawdopodobniej od tytułu niemego horroru Londyn po północy, nakręconego w latach 20. XX w. Od samego początku teksty grupy związane byłe z bólem, smutkiem, nostalgią, mrokiem oraz przemocą, seksem i mroczną stroną pożądania.
Brennan jest znany z poparcia dla praw zwierząt i człowieka oraz działań na rzecz ochrony środowiska, wspiera także anty-korporacyjną kontrolę mediów oraz progresywną i liberalną politykę. Artysta wyraża swoje poparcie w Internecie, m.in. na oficjalniej stronie internetowej zespołu oraz poprzez swoją muzykę. Niektórzy twierdzą, że muzyka stworzona przez London After Midnight oparta jest po części na osobistych i emocjonalnych motywach, które są często romantyczne. Jest to często błędne przekonanie, ponieważ wiele piosenek odnosi się do tematyki, niemającej nic wspólnego z romantyzmem. Teksty ukazują chory umysł, a piosenki takie jak „Your Best Nightmare” makabreskę Edwarda Goreya. Od lat 90., London After Midnight koncentruje się w dużej mierze na polityce. Już w pierwszych albumach można dostrzec pewne skłonności polityczne (np. utwór „Revenge” z 1991 roku zawiera elementy związane właśnie z polityką, w tym klip dźwiękowy z Adolfem Hitlerem we wstępie). Nowszy materiał grupy wykonywany podczas koncertów w dużej mierze nawiązuje do polityki, na czele z piosenkami takimi jak „Feeling Fascist?”, „The Pain Looks Good on You”, „America’s a Fucking Disease”.

## Historia
London After Midnight powstał w Los Angeles, w Kalifornii w 1988 roku (formalna data założenia grupy, to rok 1990). Zespół zagrał w kilku okolicznych klubach, w tym na otwarciu gotyckiego klubu rockowego „Helter-Skelter”.
Na początku swojej działalności, London After Midnight miało w składzie różnych tymczasowych członków, którzy występowali z Brennanem tylko i wyłącznie podczas koncertów na żywo (nie brali oni udziału w tworzeniu płyty). Aczkolwiek, były klawiszowiec Tamlyn, miał swój wkład w twórczy dorobek zespołu. Na prośbę Brennana, skomponował instrumental zatytułowany "Ice", który w 1998 znalazł się na płycie Oddities. Tamlyn jest także twórcą "Perversion", kolejnego Instrumentala z płyty demo Ruins z 1993.

## Skład zespołu i zamieszanie dotyczące jego członków
Istnieje wiele dyskusji na temat tego, kto jeszcze jest lub był członkiem London After Midnight, poza Seanem Brennanem.
Według informacji podanych na oficjalnej stronie London After Midnight: „Na żywo razem z LAM grały także inne osoby. Tak jak w przypadku NIN (Nine Inch Nails) czy jakiegokolwiek innego, muzycznego projektu, nigdy nie było regularnego, stałego zespołu. To Sean Brennan pisze całą muzykę i nagrywa ją na płyty CD. Można sprawdzić dokładne wszystkie szczegóły z tym związane na wkładkach muzycznych do jego poszczególnych płyt. Jednakże London After Midnight to po prostu Sean Brennan”.
```
Ta kwestia nie jest jednak do końca jasna, ze względu na dane z wcześniejszych lat. Otóż, na wkładce muzycznej do oryginalnej kasety London After Midnight z 1993 roku o tym samym tytule, widnieje informacja, że autorem tekstu jest co prawda Sean Brennan, jednak  za programowanie poszczególnych instrumentów oraz nagranie ścieżki dźwiękowej odpowiedzialne były dwie osoby: Sean Brennan oraz  Tamlyn. 
```

Z kolei na mini-kasecie zatytułowanej Selected Scenes from the  End of the World z 1992 roku znajduje się następujący wpis: „Członkowie London After Midnight: Sean Brennan, Tamlyn”. Poniżej jest zaś napisane, że w skład zespołu wchodzą także: Michael Arklet, Douglas Afery oraz Stacy. Autorem wszystkich tekstów jest Sean Brennan, z wyjątkiem pierwszego nagrania na kasecie, o tytule "This Paradise". W tym przypadku współtwórcą tekstu był Tamlyn. 
W 1994 roku wydano reedycję tej kasety. Tym razem na zdjęciu pojawił się także Tamlyn, a w informacji o składzie zespołu wymieniono: Michaela Arkleta, Douglasa Avery’ego oraz Williama Skye’a.
Według danych zamieszczonych na jeszcze nowszym wydaniu tego samego materiału z 2008 roku, Tamlyn jest wymieniony jedynie jako osoba odpowiedzialna za zaprogramowanie muzyki, a nie jako współtwórca tekstu do "This paradise".

## Trasy koncertowe i publikacje
Na samym początku, zespół występował głównie na Zachodnim Wybrzeżu Stanów Zjednoczonych. Po wydaniu debiutanckiej płyty, LAM stopniowo powiększał kalifornijska bazę fanów, by w końcu udać się w 1994 do Meksyku, a następnie w trasę koncertową do Wielkiej Brytanii, Francji, Niemiec, Włoch, Południowej Ameryki i dalej po USA.
Następnie Brennan powiększył oryginalne demo o nowe nagrania, tworząc tym samym wydane w 1992 roku Selected Scenes from the End of the World.
W 1996 roku premiera kolejnego albumu pod tytułem Psycho Magnet zbiegła się z festiwalem muzycznym Whitby Gothic Weekend, który LAM uświetnił swoim występem. Zespół zagrał również koncerty w Europie (Wielkiej Brytanii), a także w Meksyku i Ameryce. To właśnie w tym czasie Sean Brennan zaczął poszerzać muzyczne horyzonty. Projekt działał prężnie, wydając w 1998 następny album Oddities, zawierający cover piosenki Sally’s Song pochodzącej z filmu The Nightmare Before Christmas. Ta płyta znacznie różniła się od poprzednich, chociażby tym, że zawierała między innymi alternatywną mieszankę muzyki akustycznej i eterycznej.
```
W tym okresie London After Midnight często pojawiali się w międzynarodowej prasie, ukazując się na okładkach wielu magazynów i występując w międzyczasie na dużych festiwalach takich jak Zillo, razem z 
The Cure
 czy 
Green Day
. Od tego czasu LAM dużo koncertowali po całym świecie, u boku tak popularnych zespołów jak Green Day, 
HIM
 (którego członkowie przyznali, że twórczość LAM stanowiła dla nich inspirację
[
15
]
), 
Rammstein
, 
Soft Cell
 i innych. Koncertowali przed tłumami liczącymi ponad 30 000 fanów w Ameryce Łacińskiej, Stanach Zjednoczonych oraz Europie.   
```

## Ostatnie lata
Ostatni album London After Midnight, Violent Acts of Beauty, wydano w 2007 roku. Jednak wcześniej, w 2003 roku, zespół LAM wypuścił ponownie trzy poprzednie płyty na rynek europejski oraz do Federacji Rosyjskiej, zamieszczając na nich dodatkowe nagrania, które wcześniej nie znalazły się na tych albumach.
W 2006 projekt opublikował piosenkę, która znalazła się na ścieżce dźwiękowej do filmu Piła II, zwierającej także utwory takich wykonawców jak: Queens of the Stone Age, Skinny Puppy, Lore i innych, lokując się na szczycie Deutsche Alternative Charts. 
W lutym 2007 roku na oficjalnej stronie zespołu oraz na kanale LAM w serwisie YouTube, pojawił się długo oczekiwany zwiastun czwartego studyjnego albumu, zatytułowanego Violent Acts of Beauty. Według trailera, album miał się ukazać na przełomie wiosny i lata 2007, aczkolwiek został on ostatecznie wydany jesienią 2007 roku w Ameryce Północnej. Brennan odniósł się krytycznie do dzisiejszej sceny muzycznej oraz obecnego pokolenia młodzieży. Powiedział: „Wszystkie kontrkultury [w muzyce] uległy zepsuciu, a zwłaszcza gotycka i punkowa. Odeszły, już nie istnieją. Teraz dzieciaki bardziej przejmują się swoim profilem na Myspace, wyglądem, próżnością i mało istotnymi rzeczami”.

## Zdjęcia

### Wave Gotik Treffen

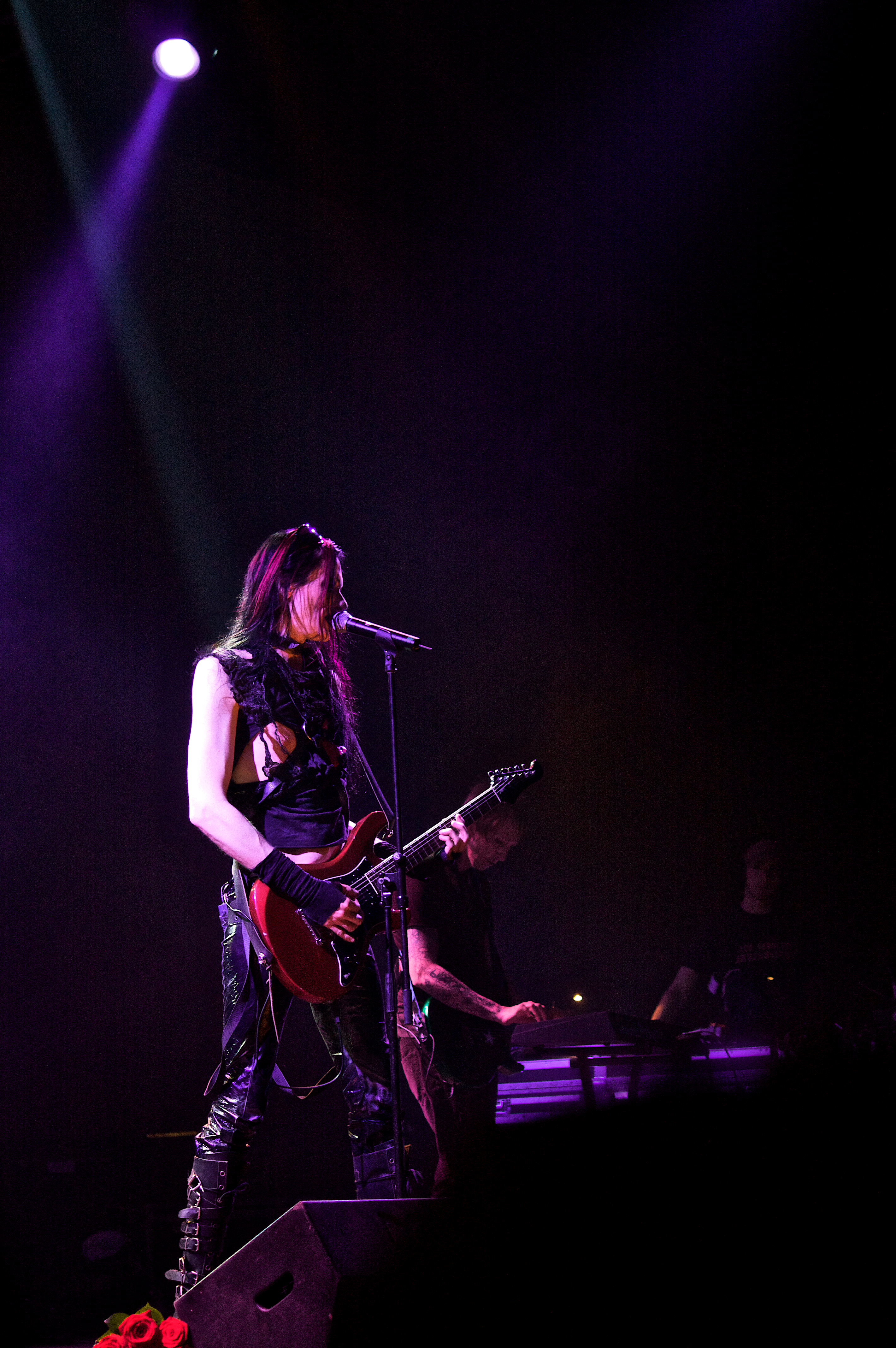
London After Midnight na Wave Gotik Treffen 2008 (Niemcy)
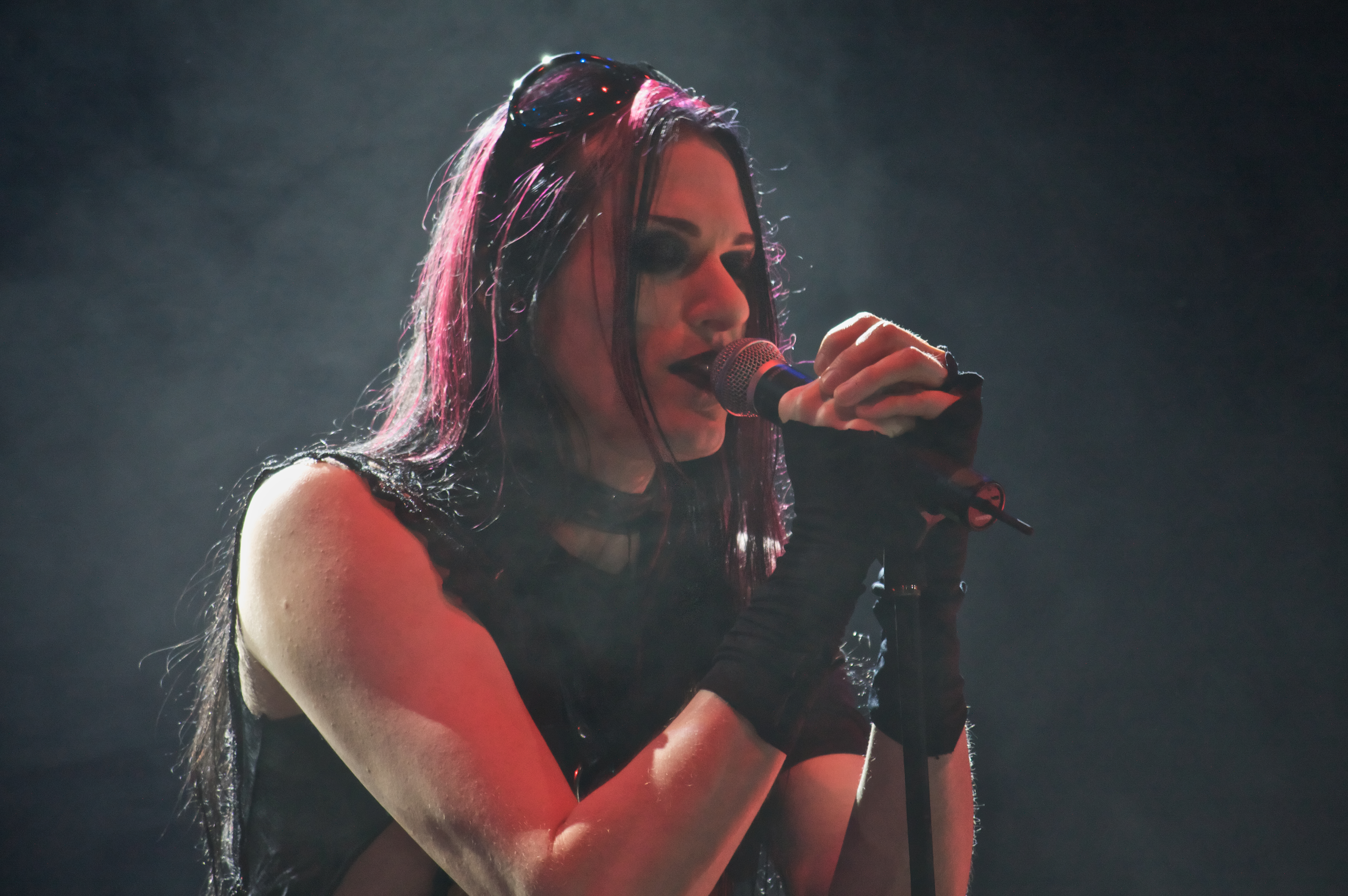
Sean Brennan, wokalista London After Midnight. Zdjęcie z Wave Gotik Treffen 2008 (Niemcy)
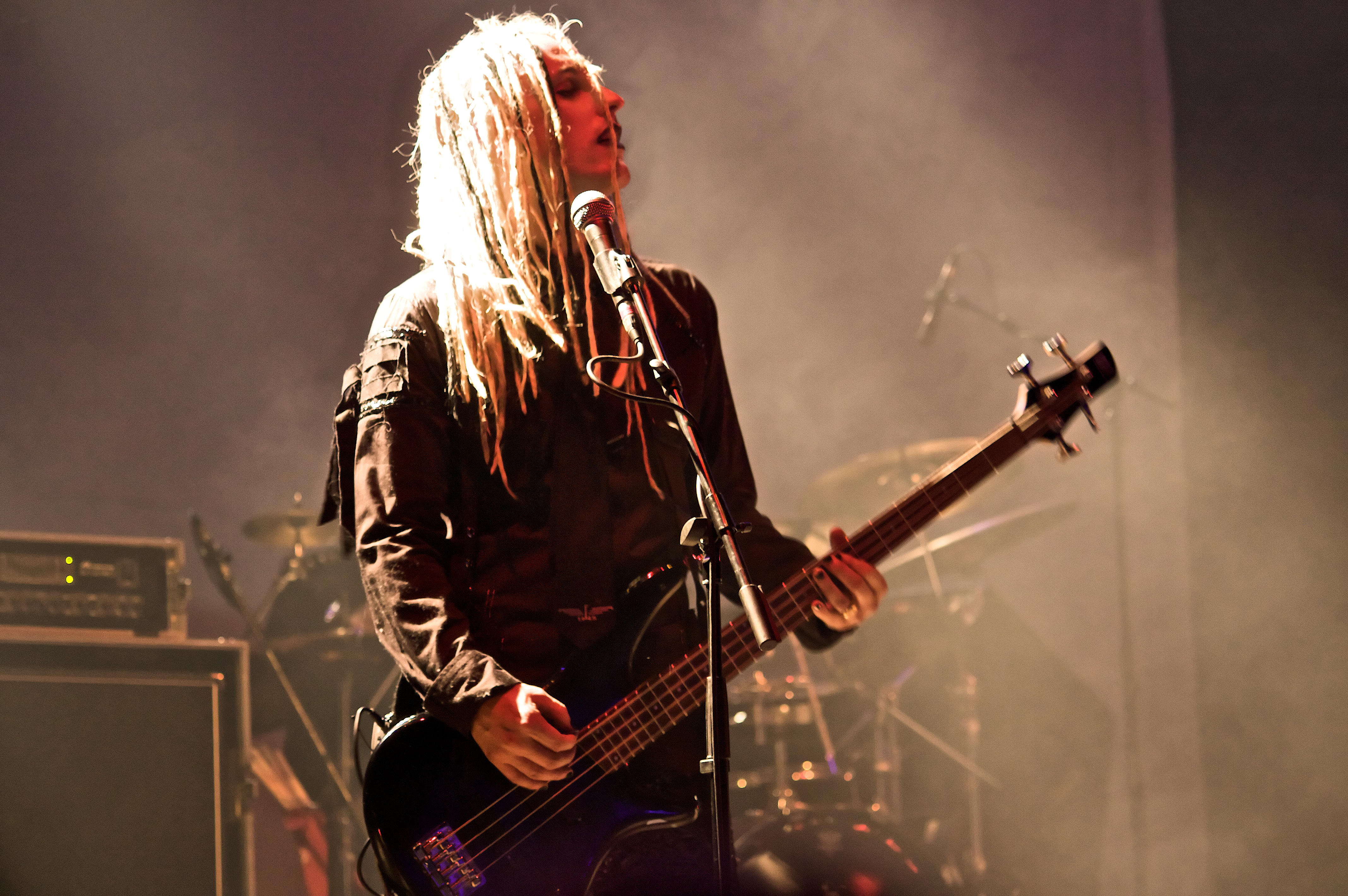
London After Midnight na Wave Gotik Treffen 2009 (Niemcy)
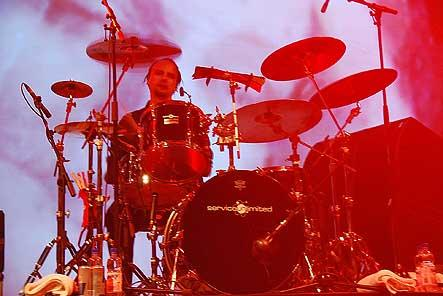
Perkusista London After Midnight na Wave Gotik Treffen 2008 (Niemcy)

## Skład koncertowy

### Obecny skład koncertowy zespołu
- Sean Brennan - założyciel, twórca tekstów, muzyk obecny na wszystkich płytach zespołu, wokalista, gitarzysta, gitara basowa, wiolonczela, skrzypce, instrumenty klawiszowe, programowanie, perkusja (1989-obecnie)
- Pete Pace - perkusja koncertowa (2008-obecnie)
- Matthew Setzer - gitarzysta koncertowy (2008-obecnie)
- Randy Mathias - basista koncertowy (2005-obecnie)

### Były skład koncertowy
- Tamlyn - klawisze, dźwięki, samplery, nagrał demo London After Midnight (1991)[17] i Selected Scenes From The End Of The World (1994, cz. 1 i 2)[18] (1989-2003)
- Joe S. - perkusja koncertowa i nagrana w Violent Acts of Beauty oraz Saw II Soundtrack (2001-2008)
- Trouble Valli - gitara koncertowa (tylko podczas jednego koncertu w 2008r.)
- Eddie Hawkins - gitara koncertowa (1989-1990, 2001-2008)
- Ian Haas - perkusja koncertowa (1990-1992)
- John Koviak - gitarzysta/basista koncertowy (1989-1992)
- Douglas Avery - perkusja koncertowa, nagrana w Selected Scenes From The End Of The World (1994, cz. 1 i 2)[19] (1992–1999)
- Rob Podzunas – basista koncertowy (1992–1992)
- Stacy – gitarzysta koncertowy, nagrany w Selected Scenes From The End Of The World (1994, cz. 2)[20] (1991-1994)
- Michael Areklett – basista koncertowy, nagrany w Selected Scenes From The End Of The World (1994, cz. 1 i 2)[18] (1992–2005)
- William Skye – gitarzysta koncertowy, nagrany w Selected Scenes From The End Of The World (1994, cz. 1)[18] (1992–1999)

## Dyskografia

### Albumy
- Selected Scenes from the End of the World (1992; reedycja z dodatkowym utworem w 2003 i 2008)
- Psycho Magnet (1996; reedycja z dodatkowym utworem w 2003 i 2008)
- Oddities (1998; reedycja w 2008)
- Violent Acts of Beauty (2007)

### Mini-albumy (EP)
- Kiss (1995)

### Dema
- London After Midnight (1990)
- Ruins (1993)

## Wideografia
- Innocence Lost... (1993, ponownie wydany w 1998 z 2 nowymi piosenkami i dodatkowym materiałem filmowym)